# Вишнёвое (Николаевская область)
Вишнёвое (укр. Вишневе) — село в Арбузинском районе Николаевской области Украины.
Основано в 1826 году. Население по переписи 2001 года составляло 55 человек. Почтовый индекс — 55311. Телефонный код — 5132.

## Местный совет
55300, Николаевская обл., Арбузинский р-н, пгт Арбузинка, переул. Каштановый, 18, тел. 3-13-59; 3-08-25